# Wilfried Kuckelkorn
Wilfried Kuckelkorn (ur. 30 sierpnia 1943 w Sobótce) – niemiecki polityk, związkowiec, poseł do Parlamentu Europejskiego IV i V kadencji (1994–2004).

## Życiorys
Od 1958 pracował jako monter. Pod koniec lat 60. kształcił się w szkole administracji i ekonomii w Kolonii, później odbywał kursy w zakresie zarządzania i finansów publicznych.
W 1962 został pracownikiem niemieckiego oddziału Forda. Jednocześnie został działaczem związku zawodowego IG Metall. Od 1965 był pracownikiem rady zakładowej, od 1978 jej wiceprzewodniczącym, a od 1984 przewodniczącym. W 1996 został przewodniczącym rady pracowników Forda w Europie.
W 1994 z listy Socjaldemokratycznej Partii Niemiec uzyskał mandat deputowanego do Parlamentu Europejskiego IV kadencji. W 1999 skutecznie ubiegał się o reelekcję. Był członkiem grupy socjalistycznej, pracował m.in. w Komisji Budżetowej. W PE zasiadał do 2004.